# フレンズ・オブ・マイン
「フレンズ・オブ・マイン」（Friends of Mine）は、ゾンビーズが1967年に発表した楽曲。

## 概要
1965年1月発売の「テル・ハー・ノー」がビルボード・Hot 100の6位を記録するものの、ゾンビーズのその後のシングルはどれもヒットどころかチャートにすら入らなかった。1967年3月に発表したリトル・アンソニー&ザ・インペリアルズ（Little Anthony and the Imperials）のカバー「Goin' Out of My Head」もチャート入りを逃し、業を煮やしたグループはついにデッカ・レコードからCBSレコードに移籍する。
1967年6月1日からゾンビーズはEMIレコーディング・スタジオでアルバムの制作を開始。初日に録音したのがクリス・ホワイトが書いたこの「フレンズ・オブ・マイン」であった。
「彼女といると／話すことといったら君のことばかり／君がこんなこと言ってただとか／こんなことしてたとか／恋する二人／彼らは僕の友だちだ／彼らだけがもっているもの／それはふつうじゃ見つけられない」と歌うコリン・ブランストーンのリード・ボーカルの合間に、ロッド・アージェントとクリス・ホワイトはコーラスで男女の名前を連呼する。ジョイスとテリー。ポールとモリー。リズとブライアン。ジョイとデイヴィッド。キムとマギー。ジューンとダフィー。ジーンとジム。ジムとクリスティン。名前はグループの周りにいた実際のカップルからとられた。
ホワイトは『モジョ』2008年2月号のインタビューでこう答えている。「悲しいことだけれど、あのカップルたちのほとんどは結局は別れてしまった。この世にもういない人もいる。でもジムとジーンは今もいっしょだよ。それからジムとクリスティンも」
1967年9月22日、シングルA面として発売されるがまたもチャートには入らなかった。1968年4月発売のアルバム『オデッセイ・アンド・オラクル』に収録。
CBSレコードのプロデューサーだったアル・クーパーの進言により、1968年10月22日に『オデッセイ・アンド・オラクル』から「ふたりのシーズン（Time of the Season）」がアメリカでシングルカットされるが、「フレンズ・オブ・マイン」はそのB面に収録された。なお「ふたりのシーズン」は翌1969年にビルボード・Hot 100で3位、キャッシュボックスで1位、カナダで1位を記録するなど大ヒットとなった。